# Rumiko Takahashi
Rumiko Takahashi (japonès: 高橋留美子)  (Niigata, 10 d'octubre de 1957) és una mangaka japonesa. És l'artista femenina de còmics més venuda de tots els temps amb 200 milions de còpies en circulació i les seves obres s'han traduït a més de 20 idiomes. Ha guanyat dues vegades el Premi de manga Shōgakukan, una el 1980 per Urusei Yatsura i de nou el 2001 per InuYasha, i dues vegades el Premi Seiun, una el 1987 per Urusei Yatsura i de nou el 1989 per Mermaid's Saga. El 1994 va ser un dels receptor del Inkpot Award i el juliol de 2018, va ser inclosa al Saló de la Fama de Will Eisner. També va rebre el Gran Premi del Festival del Còmic d'Angulema el 2019, convertint-se en la segona dona i en la segona japonesa a guanyar el premi. El 2020, el govern japonès va atorgar a Takahashi la Medalla amb Galó Morat per les seves contribucions a les arts.
Les seues obres de manga, de molts variats gèneres, han tingut molt d'èxit i han sigut adaptades a anime i live-action. Ha estat anomenada "la Princesa del Manga".

## Llista d'obres
- Urusei Yatsura (Lamu, Lum)（うる星やつら）(1978 - 1987, 366 capítols, 34 toms)
- Maison Ikkoku (めぞん一刻) (1980 - 1987, 161 capítols, 15 toms)
- Mermaid's Saga (人魚の森?) (1984 - 1994, 16 capítols, 3 toms)[1]
- Rumic World (るーみっくわーるど) (recull d'obres anteriors, en diferents versions)
- Ranma ½ (らんま½) (1987 - 1996, 407 capítols, 38 toms)
- One Pound Gospel (1ポンドの福音) (1987 - 2007, 11 capítols, 4 toms)
- Inuyasha (犬夜叉) (558 capítols, 56 toms)
- Rinne (境界の) (2009 - 2017, 398 capítols, 40 toms)
- Mao (マオ) (2019 - en curs)

### One shots
- Wan oa daburu (1 or W) (ワン・オア・ダブル) (1994, recull de nou històries curtes publicades originalment entre 1978 i 1994. Va ser publicat per Planeta DeAgostini només en castellà el 1997 amb el títol de Uno o Dos)
- Kessaku Shū-P no higeki (高橋留琵子傑作集Ｐの悲劇) (1994)
- Senmu no inu (専務の犬) (1999)
- Akai hanataba (赤い花束) (2005)

## Carrera i treballs importants
Takahashi durant la seva infància es va mostrar nomes una mica interessada pel manga, encara que diu que dibuixava ocasionalment en els marges dels seus llibres quan anava a l'escola "Niigata Chūō High School", tot i que el veritable interès de Takahashi pel manga va arribar més tard. Durant els seus anys a la universitat, es va matricular a "Gekiga Sonjuku", una escola de manga fundada per Kazuo Koike (autor de Crying Furiiman i Kozure Ōkami). Sota la seva tutela Rumiko Takahashi comença a publicar les seves primeres creacions de doujinshi el 1975, com ara Bye-Bye Road i Kyojin no Hoshi (Estrella de pols inútil). Koike insta els seus alumnes a crear bones idees, personatges interessants, i aquesta influència va impactar molt en els treballs de Rumiko Takahashi durant la seva carrera.
La carrera professional de Takahashi comença el 1978. La seva primera publicació va ser Katte na Yatsura (Aquests extraterrestres egoistes), que li va valer una menció honorífica al concurs Shogakukan de nous còmics d'aquell any. Més tard aquell mateix any, va començar la seva primera història serialitzada al setmanari Weekly Shōnen Sunday, Urusei Yatsura (Lamu), una comèdia de ciència-ficció. Al principi tenia dificultats per complir els terminis, de manera que els capítols es van publicar esporàdicament fins al 1980. Durant la durada de la sèrie, compartia un petit apartament amb dos ajudants, i sovint dormia en un armari per falta d'espai. Durant el mateix any, va publicar Time Warp Trouble, Shake Your Buddha, i el Golden Gods of Poverty a Weekly Shōnen Sunday, que continuaria sent la llar per a moltes de les seves millors obres durant els següents 20 anys.
Al 1980, Rumiko Takahashi comença a publicar amb regularitat. En aquesta època comença la seva segona gran obra mestra, Maison Ikkoku, a la revista Big Comic Spirits. Escrita per a audiències més madures que les obres anteriors, Maison Ikkoku és una comèdia romàntica i el seu treball més realista. Takahashi gestiona el treball en Maison Ikkoku al mateix temps que Urusei Yatsura. Acaba les dues sèries en 1987, Urusei Yatsura seria editada en 34 volums, i Maison Ikkoku en 15 volums.
Durant la dècada dels 80, Takahashi es converteix en una prolífera autora d'històries curtes. Les seves històries Laughing Target, Maris the Chojo i Fire Tripper van ser adaptades a OVAs. El 1984, durant la realització d'Urusei Yatsura i Maison Ikkoku, Takahashi va prendre un enfocament diferent en les seves adaptacions i va començar la fosca i macabra Mermaid Saga (la saga sirena). Aquesta sèrie d'històries curtes van ser publicades esporàdicament fins a 1994, la història final seria Mermaid's Mask. Molts fans sostenen que aquest treball encara està inacabat per Takahashi, ja que l'última història no acaba amb claredat.
Un altre treball curt, com Mermaid Saga, que es va publicar irregularment és One Pound Gospel. Takahashi acaba la sèrie en 2007 després de la publicació dels capítols en 1998, 2001 i 2006. One-Pound Gospel va ser adaptada en un drama de televisió, que va durar 9 episodis.
Més tard el 1987, Takahashi comença la seva tercera gran sèrie, Ranma ½. Seguint els paràmetres de moda de començaments dels anys 1990, un manga shōnen d'arts marcials, la sèrie va durar gairebé una dècada, fins a 1996. Va ser conclosa amb 38 toms i Ranma ½ és convertir en un dels mangas més populars fora del Japó.
Durant mitjans dels anys 1990, Rumiko Takahashi va continuar amb històries curtes i les seves creacions de Mermaid Saga i One-Pound Gospel. Llavors va començar el seu quart treball de més èxit, InuYasha. Mentre Ranma ½, Urusei Yatsura i Maison Ikkoku van ser categoritzades en el gènere de comèdia romàntica, InuYasha és més similar al estil fosc de Mermaid Saga. La sèrie conté acció, romanç, terror, fantasia (basada en el folklore japonès) ficció i comèdia. Aquesta sèrie va ser editada a la revista Shōnen Sunday durant dotze anys (1996-2008) i el seu llarg treball va ser editat en 56 tankōbons.
La publicació de Rinne va començar a la primavera de 2009 i es va completar el 2017. El 2015, Takahashi publica a la revista Big Comic Superior en l'edició numero 15, Històries d'un Mirall. Un recull de cinc històries curtes mes una d'autobiogràfica, explicant com van començar en el món del manga (editada en castellà per l'editorial Ivrea).
El 8 de maig de 2019 comença MAO, que continua publicant actualment i del que va sortir el 15è volum el gener de 2023.

## Animació
El 1981, Urusei Yatsura es converteix en el primer treball de Takahashi que és portat a les pantalles. Aquesta sèrie es va estrenar a la televisió japonesa el 14 d'octubre, i va tenir molts canvis de directors a mesura que avançava la seva emissió. El més destacat d'ells va ser Mamoru Oshii, que va dirigir Beautiful Dreamer, la segona pel·lícula d'Urusei Yatsura. La sèrie es va emetre al Japó fins al 19 de març de 1986. A més va tenir una sèrie de sis pel·lícules i dotze OVAs. El 2022 va començar una segona sèrie.
Kitty Films, l'estudi que va animar Urusei Yatsura va continuar amb la seva cooperació i va adaptar el segon treball de Rumiko Takahashi, Maison Ikkoku de 1986 a 1988. La sèrie de TV va tenir 96 episodis, 3 OVAs, una pel·lícula i també una pel·lícula d'imatge real (live action).
Maris the Chojo, Fire Tripper, i Laughing Target van ser realitzats en OVAs durant mitjans de la dècada de 1980. Les seves històries Mermaid Forest i Mermaid's Scar (parts de Mermaid's Saga) també van ser realitzades en OVAs al Japó el 1991.
El 1989, amb la cooperació de Studio Deen, Kitty Animation produeix la seva darrera gran obra, Ranma ½. Aquesta sèrie va començar amb molts alts i baixos d'audiències i Kitty Animation va voler cancel·lar-la. Ranma ½ no té un final tancat tot i comptar amb 161 episodis.
Sunrise va ser el primer estudi, després de Kitty Animation en adaptar un treball important de Rumiko Takahashi. InuYasha estrenada el 2000 i finalitzada el 2004. La sèrie va arribar als 167 episodis i s'han creat fins a la data quatre pel·lícules. L'anime va finalitzar abans que el manga, de manera que va quedar inacabat, agregant també 4 OVAs, 2 de les quals van ser transmeses com capítols de la sèrie, una només disponible en DVD i l'última publicada el 30 d'agost de 2008 sota el nom de Kuroi Tessaiga considerada part d'InuYasha Kanketsu-Hen.
InuYasha Kanketsu-hen es va emetre un episodi per setmana per part de la Yomuri TV, des del 3 d'octubre de 2009 a 30 de març de 2010. Són 26 capítols que inclouen tots els volums finals del manga, encara que amb algunes retallades a les històries dels personatges secundaris de la sèrie.
Hi ha un vídeo per celebrar el "50è aniversari" de Weekly Shōnen Sunday i 30è de la publicació d'Urusei Yatsura. S'inclouen personatges de Urusei Yatsura, Ranma ½ i InuYasha. Això nomes era un tràiler del nou DVDBox que l'editorial Shôgakukan va llançar, incloent 3 OVAs de les seves 3 sèries més populars (Urusei Yatsura 32th anniversary OVA: Full Course Swimming contest with Obstacles, Ranma ½ OVA i InuYasha OVA: The Black Tessaiga). Van ser animades pel staff d'InuYasha Kanketsu-Hen i va ser llançada a inicis de febrer de 2010 a un preu aproximat de 220 iens.
El 4 d'abril de 2015 va començar la transmissió de l'adaptació del manga Kyoukai no Rinne. Va ser produïda per Brain 's Base i dirigida per Seiki Sugawara, el guió està escrit per Michiko Yokote i la música composta per Akimitsu Honma.

## Premis i reconeixements
Fou nominada diverses vegades al Premi Eisner: el 2014, el 2016 i el 2018 El juliol de 2018, va ser inclosa al Saló de la Fama de Will Eisner.
Takahashi va ser un dels receptor del Inkpot Award a la San Diego Comic-Con de 1994.
El 2003 fou nominada al Premi Friends of Lulu.
El 2016, ComicsAlliance va incloure a Takahashi com una de les dotze dones dibuixants que mereixien el reconeixement de tota la vida, afirmant que "Qualsevol dels seus projectes seria el més destacat de la carrera d'un altre talent".
El 2017, Takahashi va ser inclosa al Science Fiction and Fantasy Hall of Fame corresponent a 2016.
El 2019 guanyà el gran premi del Festival d'Angulema, que només havia premiat un altre autor japonès, Katsuhiro Otomo (l'any 2015) i una altra dona, Florence Cestac (el 2000).